# 南部鉄器

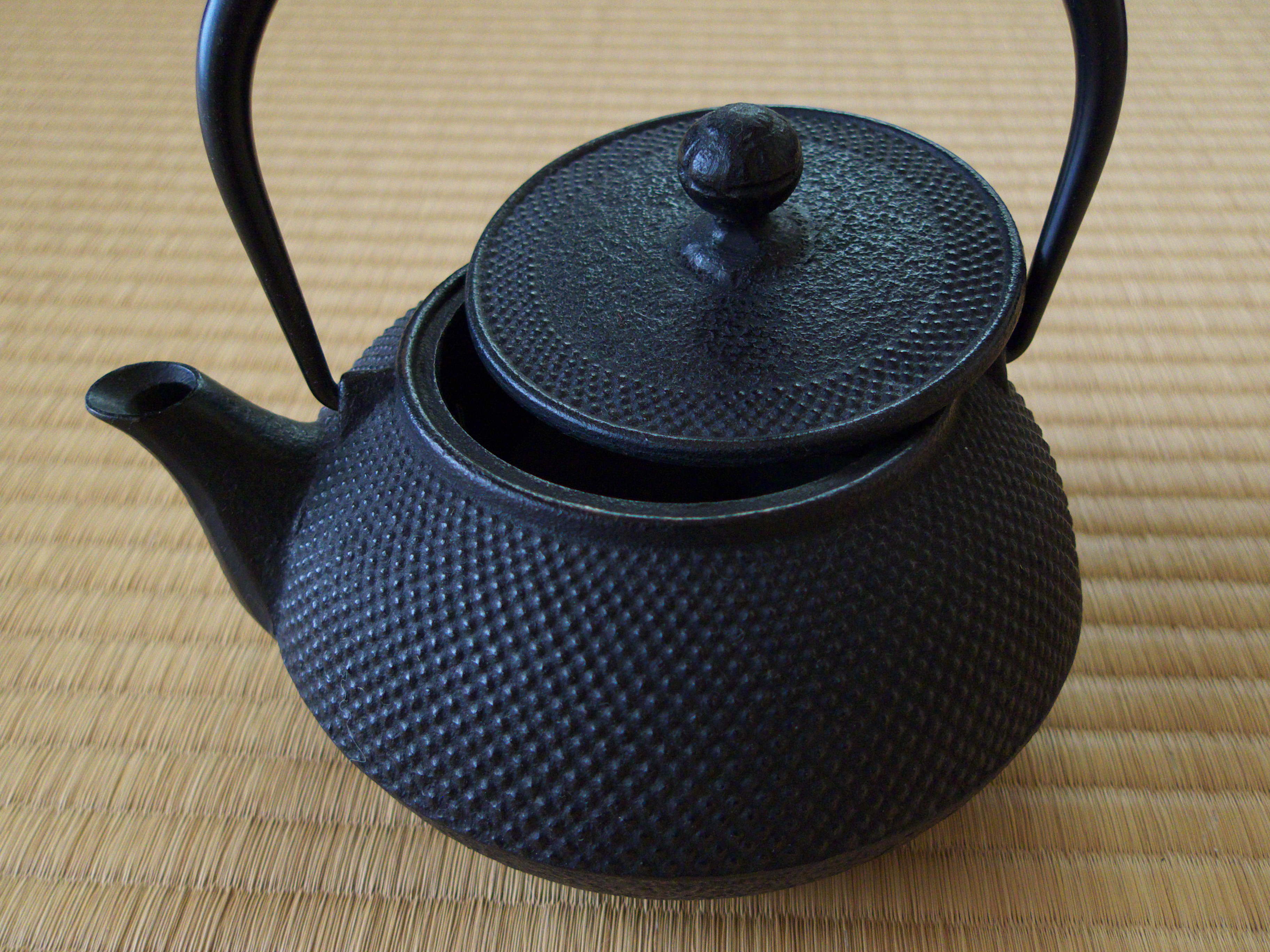
南部鉄器鉄瓶

南部鉄器（なんぶてっき）は、岩手県南部鉄器協同組合連合会の加盟業者によって作られている鉄器。74の事業所に730名（推計）の従事者がおり、年間生産額は約92億円。
1975年（昭和50年）2月17日に通商産業大臣指定伝統的工芸品（現・経済産業大臣指定伝統的工芸品）に指定された。伝統工芸士に認定登録されている者は、令和3年度（2021年度）時点で72名。また、地域団体商標にも登録されている。

## 概要
戦後占領期に施行された中小企業等協同組合法に基いて、江戸時代には南部氏・南部藩（盛岡藩）領内だった岩手県盛岡市、花巻市石鳥谷町、および、岩手郡雫石町の鋳物業者が1949年（昭和24年）3月1日、「南部鉄瓶商工業協同組合」（現「南部鉄器協同組合」、岩手県盛岡市）を設立した。また、同法に基いて、江戸時代に伊達氏・仙台藩領内だった胆江地区の鋳物業者が1954年（昭和29年）11月、「水沢鋳物工業協同組合」（岩手県水沢市…現・岩手県奥州市水沢）を設立した。両者により、1959年（昭和34年）に県内統一組織である「岩手県南部鉄器協同組合連合会」が設立された。
旧仙台藩にある「水沢鋳物工業協同組合」は「仙台鉄器」とは呼ばず、旧南部藩（南部地方）の「南部鉄器協同組合」の名称を用いて、両者とも「南部鉄器」と称する。つまり、盛岡市の南部鉄器は南部藩由来の南部鉄器であり、奥州市の南部鉄器は岩手県の南側にあるので南部鉄器と呼んでいるのである。

## 歴史
南部鉄器と総称されているが、水沢の南部鉄器と、盛岡の南部鉄器の歴史は異なる（明治・大正の南部鉄器以降は共通で著す）。

### 水沢の南部鉄器
平安後期に、江刺郡豊田館にいた藤原清衡が近江国（滋賀県）より鋳物師を招いて始めた。これが、次第に南下して羽田に伝わったと語り継がれている。この近隣には、後背地にあたる北上山地の砂鉄、木炭および羽田の北上川旧河川跡から出る質の良い砂と粘土などの鋳型材料が容易に手に入れられることから鋳物業が栄えた。中世の鋳物師は「歩き筋」と呼ばれるように、必要に応じて地域を転々することが常である。需要主である清衡が平泉に移ると彼らも一緒に移った。実際、奥州藤原氏の時代の遺跡からは鋳型が出土しており、中尊寺を始めとする寺院などの備品も鋳造していた。奥州藤原氏の滅亡以降は日用品を細々と鋳造した。
羽田に鋳物師が定住するようになったのは室町時代初期で、黒脇千葉家に養子に入った京都聖護院の長田正頼という鋳物師がその始めだったといわれている。後に千葉家は奥州総奉行葛西氏に召し抱えられる。以後、長田正頼の弟子や関西から訪れた鋳物師たちが羽田に住み、定着していった。
江戸初期には地域に鋳物業が定着していく。1683年（天和3年）に鋳物業を興した及川喜右衛門光弘という人が、中興の祖と讃えられている。以後、仙台藩の庇護を受け、鉄鍋、鉄釜を中心に、仏具なども生産し、幕末には大砲も鋳造している。

### 盛岡の南部鉄器
盛岡の鋳物は、慶長年間（1596年-1615年）に盛岡藩主南部氏が盛岡城を築城した頃に始まったといわれている。それからは、歴代藩主庇護の下、育まれてきた。藩の鋳物の受注はこの4家がほぼ担っていたため、盛岡の南部鉄器の歴史は、有坂家、鈴木家、藤田家、釜師小泉家の歴史とも言える。

#### 有坂家
初代は京都の人で、7代目のとき甲州に、13代目のときに、盛岡に移住してきた。

#### 鈴木家
甲州から1641年（寛永18年）に、藩に召し抱えられた鈴木縫殿家綱を祖とする。製造したのは梵鐘や燈籠などの大作が知られていて、幕末には大砲も製造している。1646年（正保3年）には盛岡城の時鐘も製造している。これは、後に花巻城に移されるが今も現存している。

#### 藤田家
甲州の出で、2代目から盛岡に移住。鍋類を主に製造し、その品質の良さから「鍋善」と呼ばれ、後に藩に召し抱えられた。

#### 小泉家
藩主が茶の湯を好んだことから、1659年（万治2年）に召し抱えられ、茶釜を製作する。祖は京都出身の小泉五郎七清行といわれている。本業は茶釜だったが、現在も残る1679年（延宝7年）の時鐘を始めとする多くの製品に名を残している。
また三代仁左衛門は南部鉄瓶の創始者と伝えられ、四代仁左衛門は、大砲鋳造の技術を江戸で学んだ。

### 明治・大正の南部鉄器
水沢・盛岡とも、仙台藩 ・盛岡藩の庇護の下、発展してきたが、この後ろ盾が明治維新により消え去り、衰退を余儀なくされる。しかし、生産と流通の体制が整い、展覧会にて入賞するなど名声が高まると、各地からの注文が増える。さらには、1890年（明治23年）の水沢・盛岡を経由していく東北本線開通と相まって、一気に販路拡大となった。
明治末には、再び停滞気味になるが、1908年（明治41年）の皇太子（後の大正天皇）東北行啓の際、八代小泉仁左衛門が鉄瓶の製造を実演して見せて話題を呼んだことをきっかけに、県や市を挙げての取り組みが始まる。
1914年（大正3年）には、旧盛岡藩主南部利淳が「南部鋳金研究所」を開所。人材育成にも貢献した。

### 昭和・平成・令和の定番、南部鉄器
第二次大戦中は戦時体制により「銑鉄物製造制限規則」が施行され、軍需関連品以外の製造が禁止された。南部地域では150人いたといわれる職人のうち、わずか16人しか鋳物の鋳造を続けられなくなった。
終戦後は、アルミニウム製品に押されて需要は減り南部鉄器は衰退したが、近年では茶道具などの伝統工芸品のほか、実用的な調理器具としてもその良さが見直されてきている。食生活の欧米化に伴い、焼く調理などの洋風料理に使用するものも増えてきている。また海外ではその芸術性の高さから鉄瓶に人気が集まり、一部のメーカーは欧米への輸出にも力を入れている。

## 製造される鉄器の種類
- 鉄器
- 鉄瓶
- 鍋
- やかん
- 急須
- 風鈴
- 燭台
- フライパン

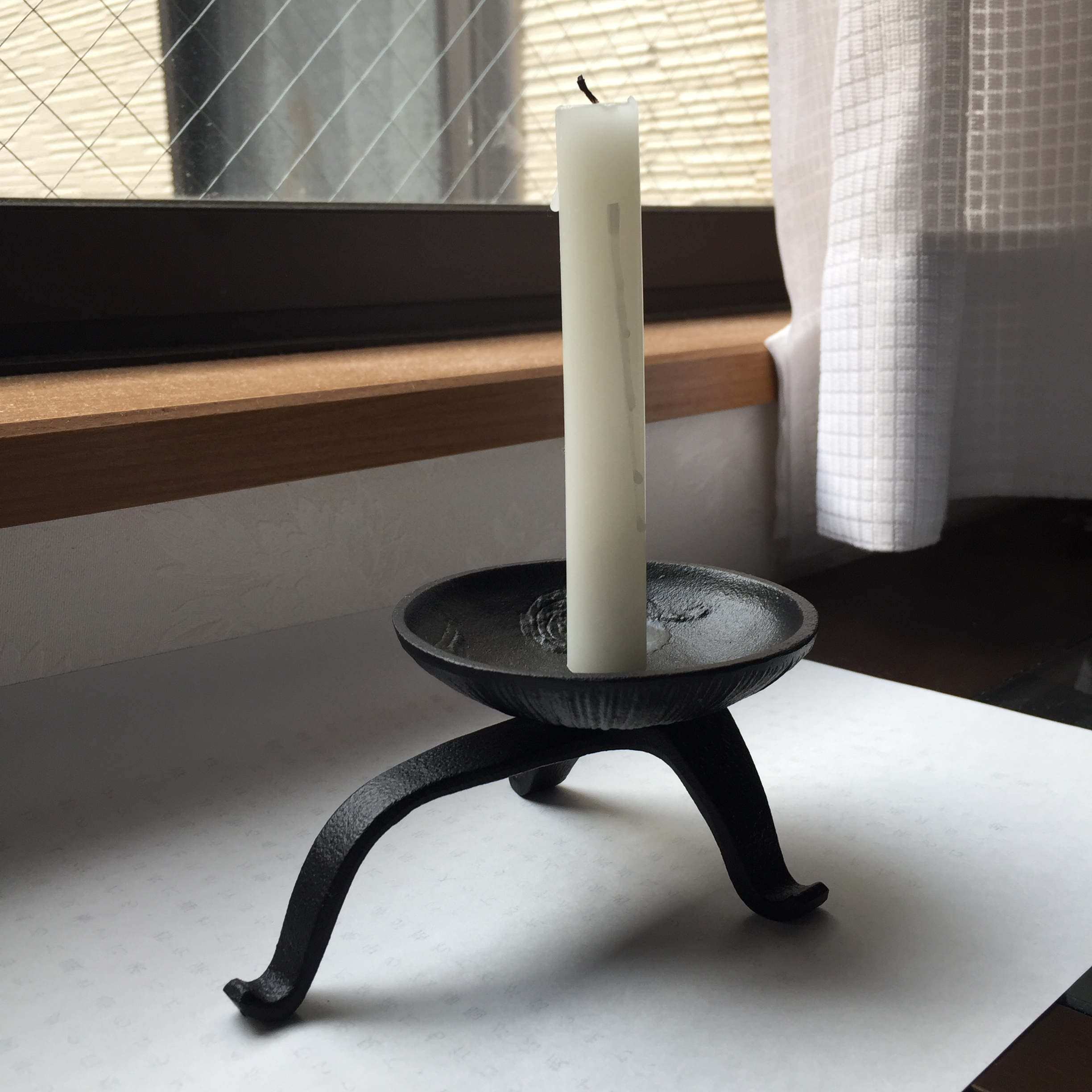
燭台

- 鉄卵　鉄分補給用に調理中に鍋の中に入れて使う。卵型の南部鉄の塊。漬物の発色をよくするために使用されるなす型もある。
- ホットサンドクッカー

## 製造手順
まず、デザインを決める。（鉄瓶を例にとるが、他の製品もほぼ同じ）鉄瓶の形はもとより、表面の模様から何まで原寸大で描く。この断面の半分を、「木型」と呼ばれる型板 に取る。鉄瓶の場合にはこれが3つ 必要である。これを回転させて鋳型を作る。また、大抵は、「中子（なかご）」と呼ばれる木型より一回り小さいものも作る。これは、鉄瓶に空洞を開ける為である。
木型を使って鋳型を作る。実型（さねがた）とよばれる外枠に川砂や粘土などを入れ、そこに木型を回転させて形を取る。これを「型挽き」という。これを乾燥しないうちに文様を押す。
この型を乾燥し、焼き、銑鉄を流し込む。型から取り出した鉄瓶を800度から1,000度の木炭の火で焼き、磁性酸化被膜を付け、錆を防ぐ。これが「金気止め」と呼ばれ、この技法は南部鉄器から始まったもの。
以上は概要であり、実際の工程はもっと多く、完成まで2ヶ月近くかかる場合もある。

## 記録・その他情報

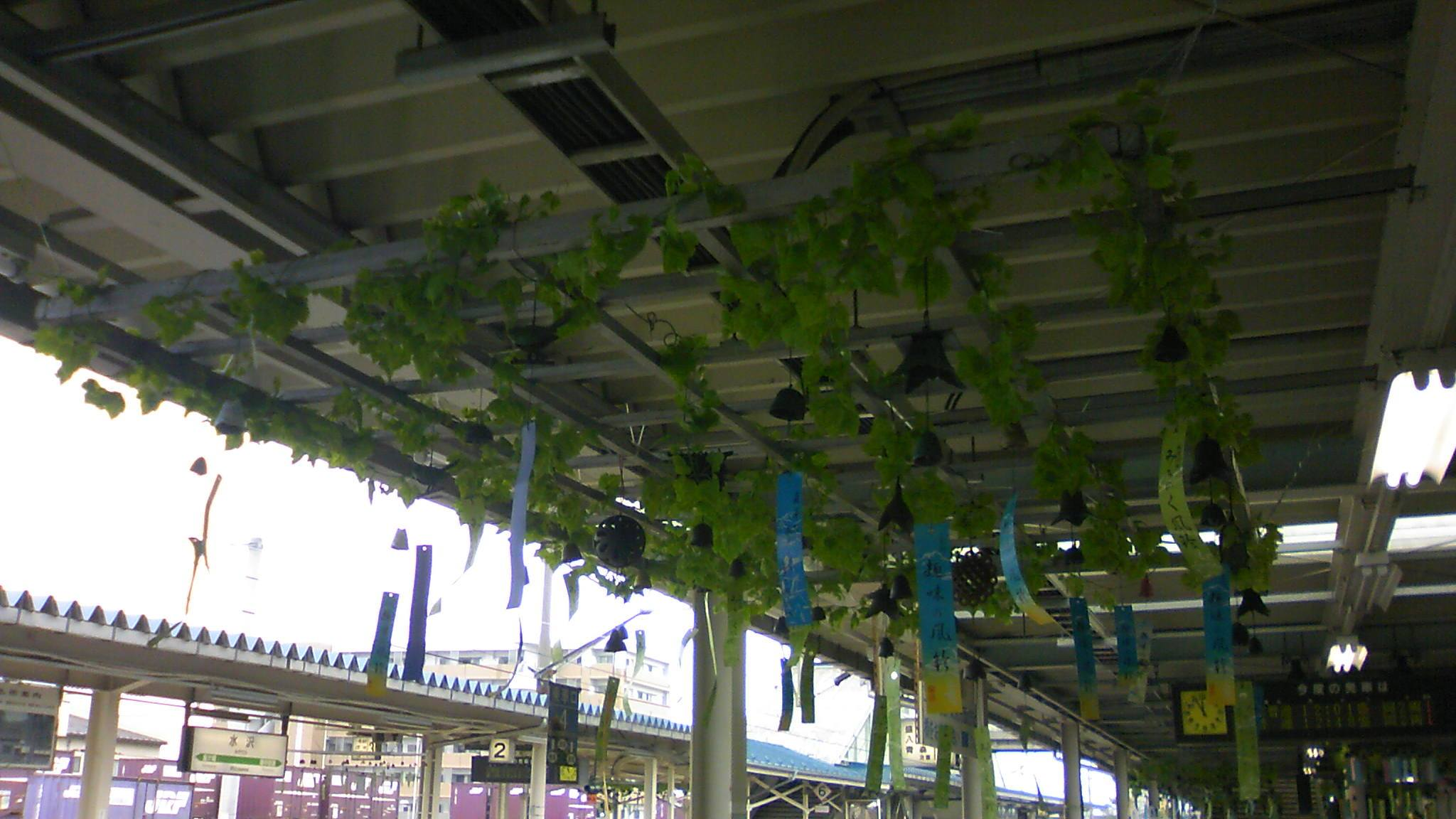
水沢駅ホームの風鈴

- 水沢江刺駅前にある「ジャンボ鉄瓶」は、直径2.5メートル、重さ1.8トンで、日本一のサイズである[6]。
- 毎年10月に行われる、水沢産業まつりにおいて、日本一の大きさの「ジャンボ鉄鍋」で作る芋の子汁が振舞われる。直径3.5メートル、重さ5トンの鉄鍋で一度に6,000人分が調理される。
- 水沢駅の南部風鈴は[7]、日本の音風景100選に選ばれている。